# Politifilm - skolebørn undervises
|  | Denne artikel er oprettet af botten Steenthbot ud fra en ekstern database. Den kan derfor have sproglige fejl eller mangler. Denne skabelon kan fjernes efter kontrol af indholdet. |

Politifilm - skolebørn undervises er en dansk dokumentarisk optagelse.

## Handling
Politiet forestår færdselsundervisning på Dyssegårdsskolen i Hellerup. Aulaens gulv er blevet til kørebane med rundkørsel, fodgængerovergang og meget andet. Biler, cykler og fodgængere myldrer rundt i 'trafikken'. Der er også cyklistprøve ude i det virkelige liv! Filmen er uden årstal.